# Aberdeen Royal Infirmary
L'Aberdeen Royal Infirmary (ARI) è un ospedale universitario situato a Foresterhill ad Aberdeen, in Scozia, e dispone di circa 900 posti letto. L'ARI è un ospedale di riferimento di terzo livello che serve una popolazione di oltre 600.000 persone nel nord della Scozia. Offre tutte le specialità mediche ad eccezione dei trapianti di cuore e fegato. Mantiene stretti legami con l'University of Aberdeen School of Medicine e ha condotto ricerche pionieristiche in molti campi, compreso lo sviluppo della risonanza magnetica e della tomografia a emissione di positroni.